# Plch (okres Pardubice)
Obec Plch se nachází v okrese Pardubice, kraj Pardubický. Obec leží na samém okraji pardubického okresu v blízkosti silnice ze Starých Ždánic do Osic. Asi 500 m za obcí pardubický okres končí a hraničí s královéhradeckým. Nejbližším větším městem jsou Lázně Bohdaneč, vzdálené od obce cca 6 km směrem na jih. Historické prameny uvádějí, že  Obec Plch byla založena v roce 1777 na místě vysušeného Rybníka. K jeho spojení silnicí se sousedními Starými Ždánicemi, a tím i tzv. hradeckou cestou(silnice Přelouč Hradec Králové), došlo v roce 1846. Obec Plch má současně 100 trvale bydlících občanů. Počet stavení v obci (33–35) se po dvě staletí téměř nemění.
Obec leží v nadmořské výšce 226 m, je tvořena jedinou ulicí dlouhou asi 500 m. Žije zde 102 obyvatel. Plch je plně plynofikován a dosahuje do něj městský vodovod z Pardubic.
V obci vyvíjí činnost dvě organizace – Sbor dobrovolných hasičů a Český zahrádkářský svaz.

## Historie
První písemná zmínka o obci pochází z roku 1777. Historické prameny uvádějí, že Plch byl založen v roce 1777 na místě vysušeného Rybníka. K jeho spojení silnicí se sousedními Starými Ždánicemi, a tím i tzv. hradeckou cestou (silnice Přelouč – Hradec Králové) došlo v roce 1846. Novodobá historie Plchu začíná roku 1990, kdy se obec osamostatnila a získala vlastní samosprávu.
Dne 25. dubna 2018 bylo schváleno usnesením výboru pro vědu, vzdělání, kulturu, mládež a tělovýchovu udělení znaku a vlajky obce.